# Antaplaga pyralina
Antaplaga pyralina là một loài bướm đêm trong họ Noctuidae.